# Giuncarico
Giuncarico è una frazione del comune italiano di Gavorrano, nella provincia di Grosseto, in Toscana.

## Geografia fisica
Il borgo di Giuncarico si trova sulla cima di una collina che sovrasta la valle del fiume Bruna, nella Maremma grossetana. Il territorio della frazione è interessato da alcuni corsi d'acqua, il più importante dei quali è il torrente Sovata (20 km), mentre altri minori sono il fosso degli Alborelli (3 km) e il fosso Mollarello (4 km), che però vanno a interessare maggiormente i territori delle frazioni vicine di Grilli e di Castellaccia rispettivamente.
Giuncarico è situato all'estremità orientale del territorio comunale e dista circa 15 km da Gavorrano.

## Storia
Il centro sorse in epoca altomedievale, quasi certamente nel corso dell'VIII secolo. Durante i secoli successivi venne controllato, prima dagli Aldobrandeschi e poi al ramo di Travale della famiglia Pannocchieschi.
Nel corso del XIII secolo il paese entrò sotto le influenze di Siena, pur entrando a far parte della Repubblica senese soltanto intorno alla metà del XV secolo. Alla metà del XVI secolo, Giuncarico venne inglobato nel Granducato di Toscana a seguito della definitiva caduta di Siena.

## Monumenti e luoghi d'interesse

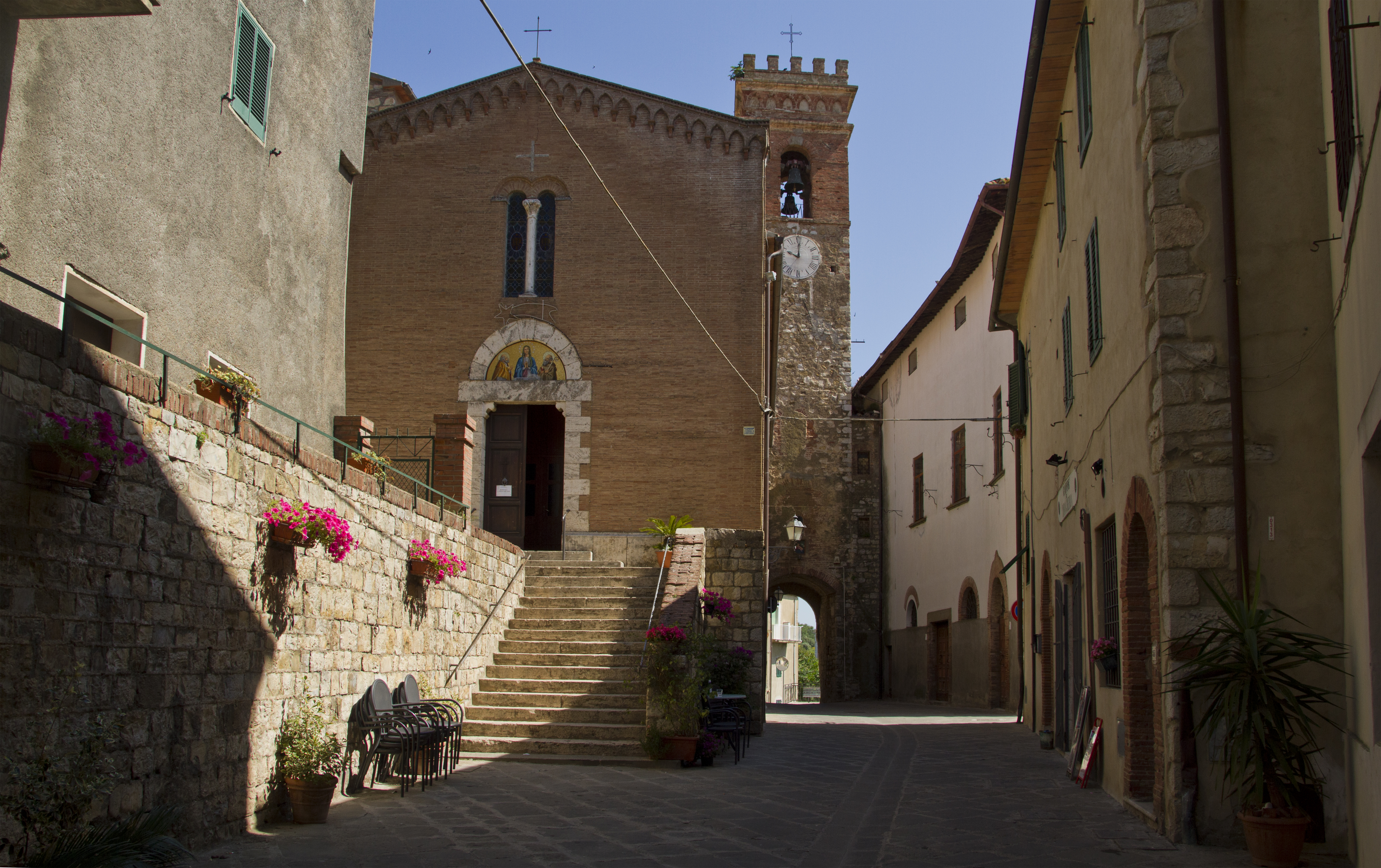
La chiesa di Sant'Egidio

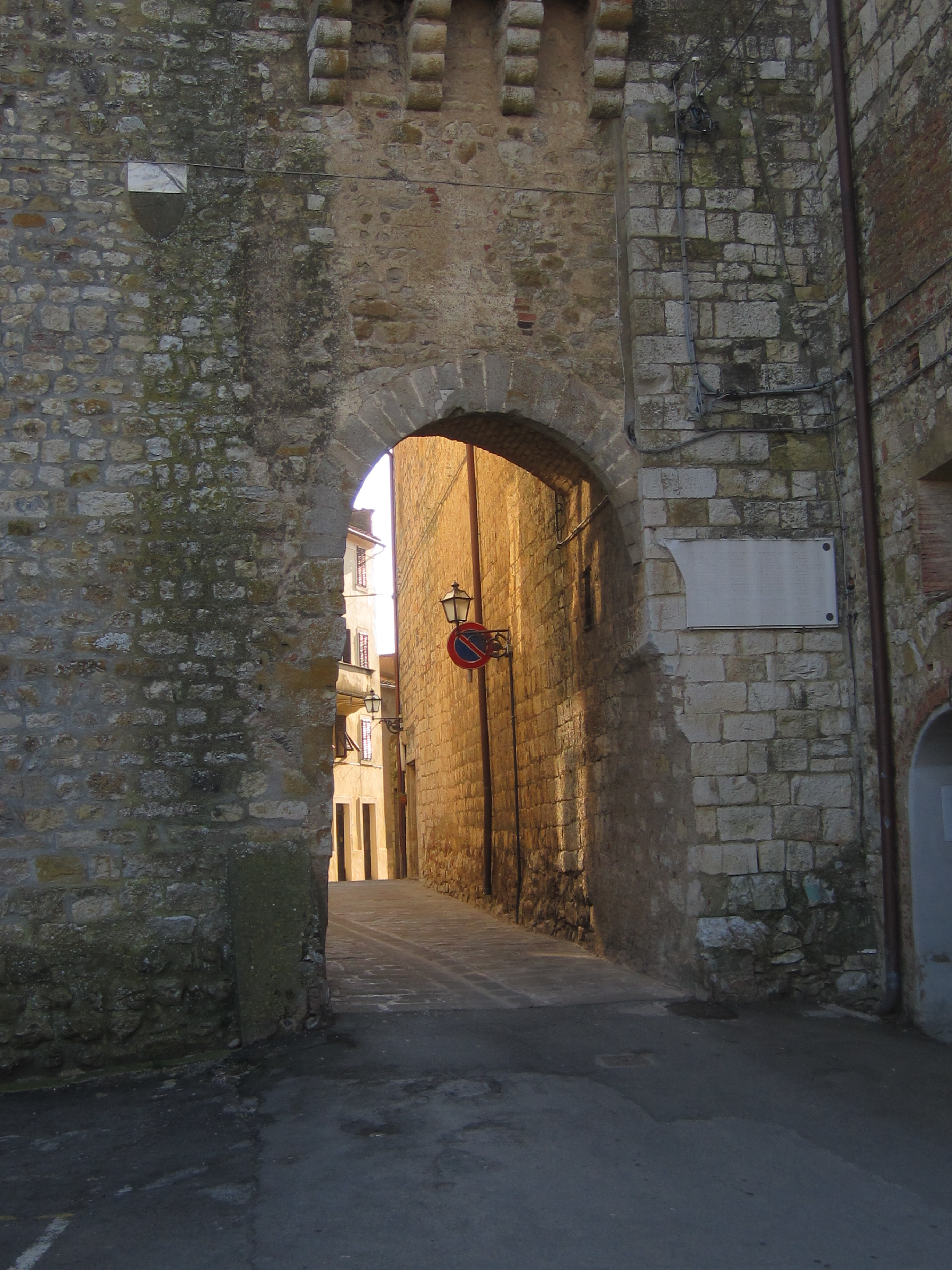
La porta di Castello

### Architetture religiose
- Chiesa di Sant'Egidio, chiesa parrocchiale della frazione, si presenta con una facciata a capanna realizzata nel 1930 su impianto medievale e altre modifiche effettuate nel 1960. Il campanile risale al XV secolo. All'interno è conservato un dipinto settecentesco raffigurante la Madonna del rosario con santa Caterina da Siena e san Domenico.[5]
- Oratorio del Santissimo Crocifisso, situato poco fuori dal centro storico, risale al 1892, costruito sul luogo della cinquecentesca chiesa della confraternita di San Bernardino per ospitare un miracoloso Crocifisso ligneo, che rese l'oratorio un frequentato santuario. Purtroppo il crocifisso, insieme agli altri arredi, è stato rubato in tempi recenti.[6]
- Romitorio di Sant'Ansano, antico complesso religioso del XVII secolo, situato nei pressi di Giuncarico, si presenta oggi sotto forma di ruderi, tra cui è ancora riconoscibile la chiesetta con rosone sulla facciata.[7]
- Pieve di San Giusto, edificio di culto scomparso.
- Pieve di San Donato a Morrano, edificio di culto scomparso.

### Architetture civili
- Palazzo Pretorio, situato nel centro storico in piazza della Pretura, risale al XVI secolo ed ospitava la sede della pretura. Della struttura facevano parte anche edifici adiacenti usati come carceri e tribunale. Oggi l'intero complesso è adibito a funzione abitativa.[8]
- Palazzo Camaiori-Piccolomini, situato lungo via Roma, è attestato a partire dal 1470 come residenza dei Camaiori-Piccolomini. Interessanti gli interni con volte a botte nelle scale e volte a crociera nei pianerottoli, con alcune stanze ai piani superiori decorate con pitture murali. Sono ancora presenti il vecchio pozzo con la cisterna.[9]
- Palazzo Tedeschini-Camaiori, situato in via Pola, risale al XVII secolo ed era residenza dei Tedeschini-Camaiori.[10]
- Palazzo Bonaiuti, situato in località Palazzo lungo la vecchia Aurelia tra lo svincolo di Giuncarico e la fattoria del Lupo, è un imponente palazzo a tre piani risalente alla fine del XIX secolo. Sulla facciata presenta un balconcino in stile eclettico e due file da cinque finestre ciascuna, alcune delle quali oggi murate.[11]
- Fattoria delle Doganelle, situata ai piedi della collina di Giuncarico, nelle vicinanze della stazione, risale alla seconda metà del XIX secolo. Particolarmente interessante è la villa padronale, in origine semplice casa colonica poi ampliata e rialzata di un piano negli anni tra il 1930 e il 1935.[12]
- Casello idraulico della Magia, situato nei pressi dello svincolo di Giuncarico lungo il corso del fiume Bruna, risale al 1904. Interessanti anche i coevi annessi, utilizzati come stalla, rimessa e magazzino.[13]
- Rocca di Frassinello, azienda vitivinicola situata sulla collina di destra andando verso Nord che si forma ai due lati della vecchia  Aurelia. È l'unica cantina progettata dal celebre architetto Renzo Piano durante la sua carriera. Progettata nel 1996, è una delle cantine d'autore più importanti del mondo secondo Architectural Digest.[14]

### Architetture militari
- Mura di Giuncarico: costruite nel corso dell'XI secolo, rimasero intatte senza modificazioni per secoli, fino a che in epoca moderna alcune ristrutturazioni hanno inglobato la struttura muraria a pareti esterne di altri edifici. Oggi l'unico accesso al borgo è costituito dalla Porta del Castello, che si apre ad arco a tutto tondo alla base del campanile dell'attigua chiesa di Sant'Egidio.

## Società

### Evoluzione demografica
Quella che segue è l'evoluzione demografica della frazione di Giuncarico. Sono indicati gli abitanti dell'intera frazione e dove è possibile la cifra riferita al solo capoluogo di frazione. Dal 1991 sono contati da Istat solamente gli abitanti del centro abitato, non della frazione.
| Anno | Abitanti | Abitanti       |
| Anno | Frazione | Centro abitato |
| ---- | -------- | -------------- |
| 1640 | 204      | -              |
| 1745 | 170      | -              |
| 1833 | 552      | -              |
| 1845 | 546      | -              |
| 1921 | 2 002    | -              |
| 1931 | 1 945    | -              |
| 1961 | 1 655    | 723            |
| 1981 | 972      | 486            |
| 2001 | -        | 399            |
| 2011 | -        | 449            |

## Cultura

### Eventi
Tre gli eventi più importanti e attesi a Giuncarico, la Festa del Santissimo Crocifisso, a maggio, "Giuncarichiamoci di festa", ad agosto e la Festa di Sant'Egidio a settembre.

## Geografia antropica
Il territorio della frazione è composto da un centro abitato principale, il paese di Giuncarico (170 m s.l.m., 449 abitanti), posto in posizione dominante sulla cima della collina, e da un secondo centro abitato minore che invece si sviluppa a valle, Stazione di Giuncarico (25 m s.l.m., 15 ab.), che come si intuisce dal toponimo stesso sorge nei pressi della ferrovia.
Un'altra località minore è quella di Le Case, posta nelle vicinanze del cimitero. Storicamente anche la località della Castellaccia, prima di divenire frazione a sé stante, era compresa nel territorio di Giuncarico.

## Infrastrutture e trasporti

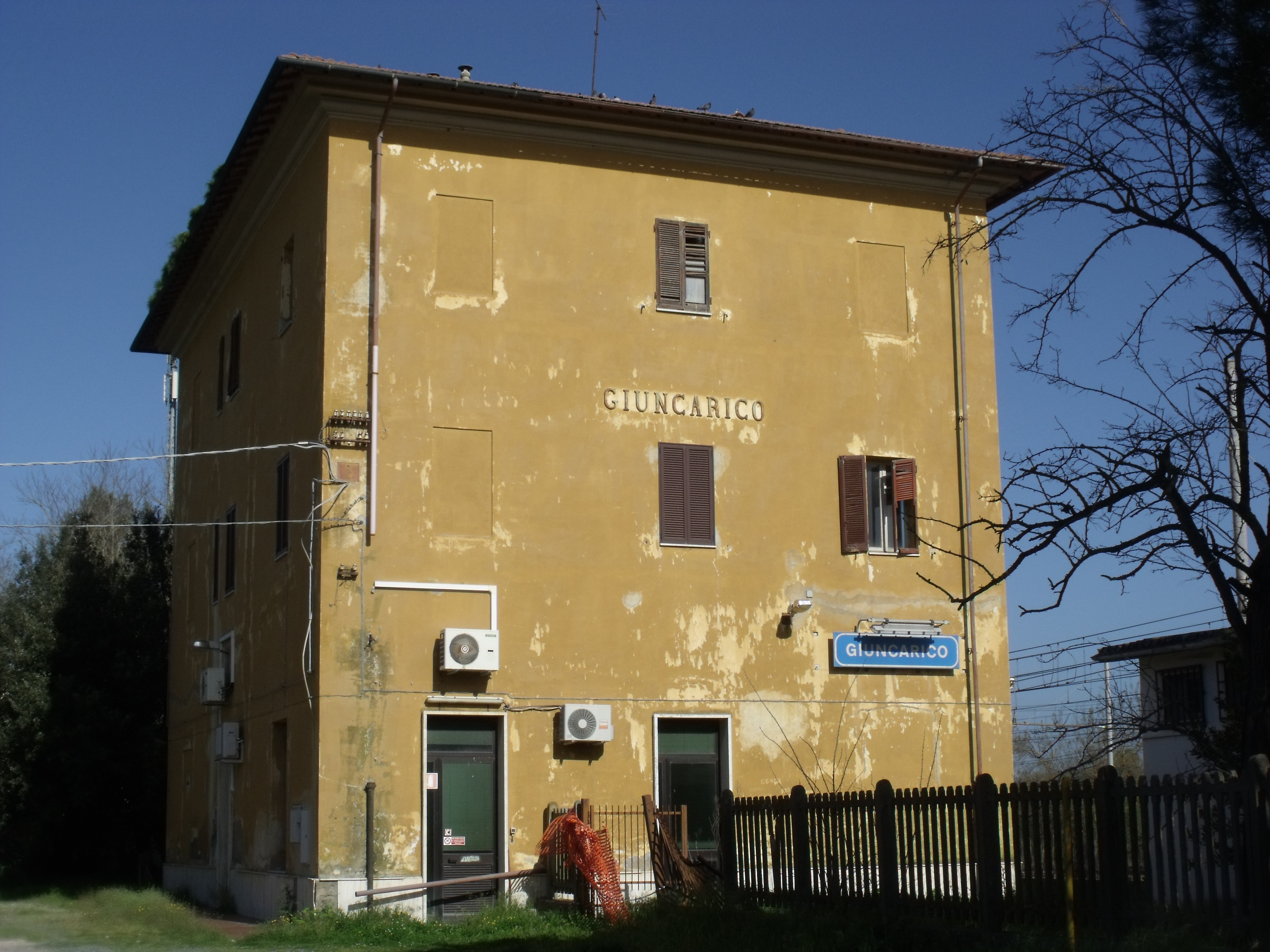
La stazione ferroviaria

### Strade
Giuncarico è servito da uno svincolo lungo la strada di grande comunicazione Variante Aurelia, ramo della strada statale 1 Via Aurelia che collega Livorno con Grosseto.

### Ferrovie
Ai piedi della collina è situata anche una stazione ferroviaria, lungo la Ferrovia Tirrenica, oggi non più in uso. La stazione è stata anche capolinea della Ferrovia Giuncarico-Ribolla, dismessa nel 1960, fatta eccezione per un breve tratto nei pressi di Castellaccia a servizio della cava di pietrisco della Bartolina.